# Sh-Boom
Sh-Boom ist der Musiktitel eines der erfolgreichsten Songs der Doo-Wop-Ära von den Chords aus dem Jahr 1954, der zu den ersten Übergangssongs zum Rock & Roll gehört. Die Aufnahme gilt als eine der ersten Crossover des Rhythm & Blues von einem Independent-Plattenlabel, das die Pop-Hitparade erreichte.

## Original
Vier der fünf Mitglieder der Doo-Wop-Gruppe Chords schrieben den Song 1953 in einem alten Buick-Cabrio. Als Komponisten sind Carl Feaster (Leadsänger), Floyd „Buddy“ McRae (Tenor), James C. Keyes (Tenor) und William „Ricky“ Edwards (Bass) registriert. Außerdem sang noch Bruder Claude Feaster (Bariton) mit, der als Komponist nicht beteiligt war. Mit „Sh-Boom“ griffen sie einen Jugendausdruck auf, der auf den Straßen New Yorks als Modewort populär war. „Hey Junge, boom, wie geht’s Dir?“ Das vielseitig einsetzbare Modewort kam in fast jedem Satz vor.
Die Kombination Sh-Boom konnte auch onomatopoetisch als Explosion einer Bombe interpretiert werden. Aus diesem Grund kann dem Song auch ein gewisser Zeitbezug zugesprochen werden, denn etwa zur gleichen Zeit begann die US-Kernwaffentestserie Operation Castle mit dem Atomtest Castle Bravo, bei dem am 1. März 1954 eine Kernwaffe (Codename: „Shrimp“) von einem 45 Meter hohen Turm abgeworfen wurde.
Das Intro ist a cappella im Close-harmony-Stil gesungen. Arrangeure Jesse Stone und Howard Biggs mit seinem Orchester gaben der nachfolgenden Instrumentation nur einen leichten Beat, während die erfolgreichen Musikproduzenten Ahmet Ertegun und Jerry Wexler (beide bildeten das Management von Atlantic Records) auf Pop-Ansätze achteten. Der Sprechchor im Refrain hob den Song von anderen ähnlichen Doo-Wop-Aufnahmen ab. Der vom begeistert vorgetragenen Scat-Gesang und vermischten Harmonien durchsetzte Song wird durch einen markanten Instrumentalteil unterbrochen, dominiert durch ein von Sam „the Man“ Taylor gespieltes Tenorsaxophon-Solo. Mickey Baker liefert eine solide Gitarrenarbeit. Aufnahmetermin war der 15. März 1954, an dem drei weitere Titel entstanden. Sh-Boom erforderte insgesamt 22 Takes bis zur endgültigen Aufnahme.

Chords – Sh-Boom

Am 3. April 1954 verkündete Atlantic Records die Gründung des kurzlebigen Tochterlabels Cat Records (hier erschienen nur 18 Singles) mit den Chords als „Blues-Quartett“, da im Süden der USA der Rhythm & Blues als „Cat music“ bezeichnet wurde. Mit Katalog-Nr. 104 wurde die 78rpm-Single mit Anthrazit-Label Cross Over the Bridge / Sh-Boom am 24. April 1954 veröffentlicht. Doch die Radiostationen, insbesondere Discjockey Dick „Huggy Boy“ Hugg bei KRKD in Los Angeles begannen die B-Seite beim Airplay zu bevorzugen. Dem Trend folgend, wurde im Juni 1954 die 45rpm-Single als Sh-Boom / Little Maiden (mit rotem Label) auf den Markt gebracht. Beide B-Seiten stammten aus derselben Aufnahmesession. Sh-Boom gehörte damit zu den ersten Singles mit einer Umdrehungszahl von 45 Umdrehungen pro Minute.
Sh-Boom entwickelte sich zum Katalysator für die Popularisierung des Rhythm & Blues und erreichte Rang zwei der R&B-Charts. Mit Rang fünf der Pop-Hitparade waren die Chords zugleich die erste R&B-Gruppe mit einem Top-10-Hit in den Popcharts und konnten damit einen bedeutsamen Crossover-Hit platzieren. Die Single verkaufte innerhalb einer Woche seit ihrer Veröffentlichung 100.000 Exemplare, insgesamt knapp 400.000. Sie wurde mit einem BMI-Award ausgezeichnet. Für die Chords war es ein One-Hit-Wonder.
Kurz nach Veröffentlichung mussten die Chords ihren Namen in Chordcats ändern, weil eine andere Vokalgruppe im Streit um den Namen Recht bekommen hatte. Beim Nachfolgehit Zippity Zum (I’m in Love) (Cat #109) im Oktober 1954 hießen sie offiziell – zur Verwirrung der Konsumenten – Chordcats. Inzwischen hatte der zu Atlantic Records gehörende Musikverlag Progressive Music 50 % seiner Rechte an Sh-Boom für 6.000 Dollar an Hill & Range übertragen, um den Verkauf des Originals zu verbessern.

## Coverversion der Crew-Cuts

Crew Cuts – Sh-Boom

Mercury Records schlug den kanadischen Crew-Cuts vor, dass sie im Mai 1954 eine Coverversion von Sh-Boom aufnehmen sollten. Die Gruppe war nicht begeistert hiervon, beugte sich jedoch schließlich dem Druck. Sie waren eine der ersten – wenn nicht sogar die erste – weiße Gruppe, die afro-amerikanische Rhythm-&-Blues-Originale für den Pop-Markt erschlossen. Dafür war es erforderlich, den Song mit einer Bigband-Begleitung deutlicher als Popsong zu arrangieren. Orchesterleiter David Carroll wählte hierzu für sein Orchester eine bläserorientierte Bigband-Instrumentation und an Stelle des Saxophon-Solos während einer Kadenz einen langgezogenen Paukenschlag. Intoniert wurde die Fassung in den Tonstudios der Universal Recording Corporation (Chicago) von den Gruppenmitgliedern John Perkins (Leadsänger), Bruder Ray Perkins (Bassgesang), Pat Barrett (Erster Tenor) und Rudi Maugeri (Bariton).
Im Aufnahmemonat der Coverversion (Mai 1954) hatte das Original noch nicht die R&B-Charts erreicht. Die Veröffentlichung der geglätteten Fassung erfolgte im Juni 1954 als Mercury #70404 Sh-Boom (Life Could be a Dream) / I Spoke to Soon. Als am 3. Juli 1954 das Original die höchste Platzierung in den Charts erreichte, stiegen die Verkaufszahlen der Coverversion deutlich über das Volumen des Originals. Die Nummer-eins-Position der Pop-Charts, die das Original knapp verfehlte, wurde erstmals am 7. August 1954 erreicht und für sieben Wochen zementiert. Als die Crew Cuts den Song in Ed Sullivans Show Talk of the Town am 12. Dezember 1954 präsentierten, hatte er bereits Millionenseller-Status erreicht. Die Version der Crew Cuts verkaufte bis 1955 insgesamt 1,5 Millionen Exemplare. Sie wurde in der Fachwelt als „Sham-Rock“ bezeichnet, womit bereinigte Fassungen afro-amerikanischer Originale gemeint waren. Mercury Records brachte nachfolgend eine Vielzahl weißer Coverversionen von afro-amerikanischen Originalen heraus.

## Weitere Coverversionen
Nur wenige Interpreten griffen den Song auf. Bobby Williamson veröffentlichte am 24. Juli 1954 (RCA Victor 47-5799) eine Version, es folgten Leon McAuliff (7. August 1954; Columbia 4-21283) und eine Parodie von Stan Freberg mit dem Billy May Orchestra (26. August 1954; Capitol 2929). 1968 veröffentlichte die Gruppe The Ethiopians eine Rocksteady-Version des Liedes.
Die Münchener Rock’n Roll Band Spider Murphy Gang hat den Song erst im Original in Englisch nachgespielt, dann unter dem Titel Sch-Bum ('s Leben is wiar a Traum) adaptiert und 1985 auch als Single veröffentlicht. Diese Version wurde wiederum von der Erlangener Fun-Metal-Band J.B.O. im Titel „Tschibum“ des Albums „Rosa Armee Fraktion“ parodiert.